# Atletik under sommer-OL 2024 - 1500 meter løb (damer)
1500 meter for damer i atletik under sommer-OL 2024 blev arrangert på Stade de France fra 6. til 10. august 2024.
| Medaljevindere |              |                |  |  |  |  |
|                |              |                |  |  |  |  |
|                |              |                |  |  |  |  |
|                |              |                |  |  |  |  |
| Faith Kipyegon | Jessica Hull | Georgia Bell   |  |  |  |  |
| Kenya          | Australien   | Storbritannien |  |  |  |  |

## Resultater

### Heats
Heatsene er planlagt til den 6. august med start kl. 10:05 (UTC+2) om morgenen.

#### Heat 1
| Rangering | Atlet                | Nation         | Tid            | Noter |
| --------- | -------------------- | -------------- | -------------- | ----- |
| 1         | Gudaf Tsegay         | Etiopien       | 3:58.84        | Q     |
| 2         | Laura Muir           | Storbritannien | 3:58.91        | Q     |
| 3         | Susan Ejore          | Kenya          | 3:59.01        | Q     |
| 4         | Georgia Griffith     | Australien     | 3:59.22 (.217) | Q     |
| 5         | Agathe Guillemot     | Frankrig       | 3:59.22 (.220) | Q     |
| 6         | Emily Mackay         | USA            | 3:59.63        | Q     |
| 7         | Sophie O'Sullivan    | Irland         | 4:00.23        | PB    |
| 8         | Sintayehu Vissa      | Italien        | 4:00.69        | PB    |
| 9         | Águeda Marqués       | Spanien        | 4:01.60        | PB    |
| 10        | Lucia Stafford       | Canada         | 4:02.22        | SB    |
| 11        | Nozomi Tanaka        | Japan          | 4:04.28        | qR    |
| 12        | Vera Hoffmann        | Luxembourg     | 4:07.64        |       |
| 13        | Adelle Tracey        | Jamaica        | 4:09.33        | SB    |
| 14        | Aleksandra Płocińska | Polen          | 4:10.12        |       |
| 15        | Joselyn Brea         | Venezuela      | 4:13.77        |       |

#### Heat 2
| Rangering | Atlet               | Nation         | Tid     | Noter |
| --------- | ------------------- | -------------- | ------- | ----- |
| 1         | Diribe Welteji      | Etiopien       | 3:59.73 | Q     |
| 2         | Georgia Bell        | Storbritannien | 4:00.29 | Q     |
| 3         | Nikki Hiltz         | USA            | 4:00.42 | Q     |
| 4         | Faith Kipyegon      | Kenya          | 4:00.74 | Q     |
| 5         | Weronika Lizakowska | Polen          | 4:01.54 | Q, PB |
| 6         | Maia Ramsden        | New Zealand    | 4:02.83 | Q     |
| 7         | Sarah Healy         | Irland         | 4:02.91 |       |
| 8         | Linden Hall         | Australien     | 4:03.89 |       |
| 9         | Simone Plourde      | Canada         | 4:06.59 |       |
| 10        | Esther Guerrero     | Spanien        | 4:06.60 |       |
| 11        | Nele Weßel          | Tyskland       | 4:08.55 |       |
| 12        | Sara Lappalainen    | Finland        | 4:08.66 |       |
| 13        | Yume Goto           | Japan          | 4:09.41 | PB    |
| 14        | Federica Del Buono  | Italien        | 4:10.14 |       |
| 15        | María Pía Fernández | Uruguay        | 4:19.30 |       |

#### Heat 3
| Rangering | Atlet                  | Nation                   | Tid     | Noter |
| --------- | ---------------------- | ------------------------ | ------- | ----- |
| 1         | Nelly Chepchirchir     | Kenya                    | 4:02.67 | Q     |
| 2         | Jessica Hull           | Australien               | 4:02.70 | Q     |
| 3         | Elle St. Pierre        | USA                      | 4:03.22 | Q     |
| 4         | Klaudia Kazimierska    | Polen                    | 4:03.49 | Q     |
| 5         | Salomé Afonso          | Portugal                 | 4:04.42 | Q, PB |
| 6         | Marta Pérez            | Spanien                  | 4:04.94 | Q     |
| 7         | Kristiina Sasínek Mäki | Tjekkiet                 | 4:06.07 |       |
| 8         | Revée Walcott-Nolan    | Storbritannien           | 4:06.44 |       |
| 9         | Elise Vanderelst       | Belgien                  | 4:06.95 |       |
| 10        | Winnie Nanyondo        | Uganda                   | 4:07.06 |       |
| 11        | Birke Haylom           | Etiopien                 | 4:07.15 |       |
| 12        | Kate Current           | Canada                   | 4:09.81 |       |
| 13        | Ludovica Cavalli       | Italien                  | 4:11.68 |       |
| 14        | Farida Abaroge         | Olympiske flygtningehold | 4:29.27 | SB    |

### Opsamlingsheats
Opsamlingsheats er planlagt til den 7. august med start kl. 12:45 (UTC+2) om eftermiddagen. De første 3 i hvert gentagelsesheat (Q) går videre til semifinalerne.

#### Heat 1
| Rangering | Atlet              | Nation                   | Tid     | Noter |
| --------- | ------------------ | ------------------------ | ------- | ----- |
| 1         | Birke Haylom       | Etiopien                 | 4:01.47 | Q     |
| 2         | Ludovica Cavalli   | Italien                  | 4:02.46 | Q     |
| 3         | Esther Guerrero    | Spanien                  | 4:03.15 | Q     |
| 4         | Sophie O'Sullivan  | Irland                   | 4:03.73 |       |
| 5         | Lucia Stafford     | Canada                   | 4:04.26 |       |
| 6         | Joselyn Brea       | Venezuela                | 4:05.93 |       |
| 7         | Federica del Buono | Italien                  | 4:06.00 |       |
| 8         | Winnie Nanyondo    | Uganda                   | 4:06.35 |       |
| 9         | Nele Weßel         | Tyskland                 | 4:07.22 |       |
| 10        | Kate Current       | Canada                   | 4:08.91 |       |
| 11        | Yume Goto          | Japan                    | 4:10.40 |       |
| 12        | Farida Abaroge     | Olympiske flygtningehold | 4:30.53 |       |
|           | Sara Lappalainen   | Finland                  |         | DNS   |

#### Heat 2
| Rangering | Atlet                  | Nation         | Tid     | Noter |
| --------- | ---------------------- | -------------- | ------- | ----- |
| 1         | Sintayehu Vissa        | Italien        | 4:06.71 | Q     |
| 2         | Revée Walcott-Nolan    | Storbritannien | 4:06.73 | Q     |
| 3         | Águeda Marqués         | Spanien        | 4:07.05 | Q     |
| 4         | Sarah Healy            | Irland         | 4:07.60 |       |
| 5         | Kristiina Sasínek Mäki | Tjekkiet       | 4:07.80 |       |
| 6         | Simone Plourde         | Canada         | 4:08.49 |       |
| 7         | Elise Vanderelst       | Belgien        | 4:08.86 |       |
| 8         | Linden Hall            | Australien     | 4:09.05 |       |
| 9         | Aleksandra Płocińska   | Polen          | 4:09.47 |       |
| 10        | Vera Hoffmann          | Luxembourg     | 4:11.28 |       |
| 11        | Adelle Tracey          | Jamaica        | 4:14.52 |       |
| 12        | María Pía Fernández    | Uruguay        | 4:16.46 |       |

### Semifinaler
Semifinalerne er planlagt til den 8. august med start kl. 19:35 (UTC+2) om aftenen.

#### Heat 1
| Rangering | Atlet               | Nation         | Tid     | Noter |
| --------- | ------------------- | -------------- | ------- | ----- |
| 1         | Faith Kipyegon      | Kenya          | 3:58.64 | Q     |
| 2         | Georgia Bell        | Storbritannien | 3:59.49 | Q     |
| 3         | Elle St. Pierre     | USA            | 3:59.74 | Q     |
| 4         | Laura Muir          | Storbritannien | 3:59.83 | Q     |
| 5         | Klaudia Kazimierska | Polen          | 4:00.21 | Q, PB |
| 6         | Águeda Marqués      | Spanien        | 4:01.90 | Q     |
| 7         | Esther Guerrero     | Spanien        | 4:01.94 |       |
| 8         | Maia Ramsden        | New Zealand    | 4:02.20 | NR    |
| 9         | Georgia Griffith    | Australien     | 4:02.69 |       |
| 10        | Birke Haylom        | Etiopien       | 4:03.11 |       |
| 11        | Nelly Chepchirchir  | Kenya          | 4:03.24 |       |
| 12        | Ludovica Cavalli    | Italien        | 4:03.59 |       |

#### Heat 2
| Rangering | Atlet               | Nation         | Tid     | Noter |
| --------- | ------------------- | -------------- | ------- | ----- |
| 1         | Diribe Welteji      | Etiopien       | 3:55.10 | Q     |
| 2         | Jessica Hull        | Australien     | 3:55.40 | Q     |
| 3         | Nikki Hiltz         | USA            | 3:56.17 | Q     |
| 4         | Gudaf Tsegay        | Etiopien       | 3:56.41 | Q     |
| 5         | Susan Ejore         | Kenya          | 3:56.57 | Q, PB |
| 6         | Agathe Guillemot    | Frankrig       | 3:56.69 | Q, NR |
| 7         | Weronika Lizakowska | Polen          | 3:57.31 | NR    |
| 8         | Marta Pérez         | Spanien        | 3:57.75 | NR    |
| 9         | Revée Walcott-Nolan | Storbritannien | 3:58.08 | PB    |
| 10        | Sintayehu Vissa     | Italien        | 3:58.11 | NR    |
| 11        | Nozomi Tanaka       | Japan          | 3:59.70 | SB    |
| 12        | Salomé Afonso       | Portugal       | 3:59.96 | PB    |
| 13        | Emily Mackay        | USA            | 4:02.03 |       |

### Finale
Finalen fandt sted den 10. august med start kl. 20:15 (UTC+2) om aftenen.
| Rangering | Atlet                   | Nation         | Tid     | Noter |
| --------- | ----------------------- | -------------- | ------- | ----- |
| 1         | Faith Kipyegon          | Kenya          | 3:51.29 | OlyR  |
| 2         | Jessica Hull            | Australien     | 3:52.56 |       |
| 3         | Georgia Bell            | Storbritannien | 3:52.61 | NR    |
| 4         | Diribe Welteji          | Etiopien       | 3:52.75 | PB    |
| 5         | Laura Muir              | Storbritannien | 3:53.37 | PB    |
| 6         | Susan Ejore             | Kenya          | 3:56.07 | PB    |
| 7         | Nikki Hiltz             | USA            | 3:56.38 |       |
| 8         | Elle Purrier St. Pierre | USA            | 3:57.52 |       |
| 9         | Agathe Guillemot        | Frankrig       | 3:59.08 |       |
| 10        | Klaudia Kazimierska     | Polen          | 4:00.12 | PB    |
| 11        | Águeda Marqués          | Spanien        | 4:00.31 | PB    |
| 12        | Gudaf Tsegay            | Etiopien       | 4:01.27 |       |